# 蓋布瑞爾·阿羅尤
蓋布瑞爾·阿羅尤（1977年3月3日—）生於布宜諾斯艾利斯，是一名阿根廷排球運動員，曾代表國家參加2012年倫敦奧運的男子排球比賽，並未獲得獎牌。